# Pseudoluperus
Pseudoluperus es un género de escarabajos de la familia Chrysomelidae. Fue descrito por primera vez en 1932 por Beller & Hatch. 

## Especies
Esta es la lista de especies que lo componen:
- Pseudoluperus albomarginatus (Jacoby, 1888)
- Pseudoluperus cyanellus (Horn, 1895)
- Pseudoluperus decipiens (Horn, 1893)
- Pseudoluperus dissimilis (Jacoby, 1888)
- Pseudoluperus flavofemoratus (Jacoby, 1888)
- Pseudoluperus fulgidus (Wilcox, 1965)
- Pseudoluperus lecontii (Crotch, 1873)
- Pseudoluperus linus (Wilcox, 1965)
- Pseudoluperus longulus (Leconte, 1857)
- Pseudoluperus maculicollis (Leconte, 1887)
- Pseudoluperus punctellus (Jacoby, 1888)
- Pseudoluperus spretus (Horn, 1893)
- Pseudoluperus subcostatus (Jacoby, 1888)
- Pseudoluperus subglabratus (Jacoby, 1888)
- Pseudoluperus texanus (Horn, 1893)
- Pseudoluperus tuberculatus (Blake, 1942)
- Pseudoluperus viridis (Jacoby, 1892)
- Pseudoluperus wallacei (Wilcox, 1965)
- Pseudoluperus wickhami (Horn, 1893)